# Amberd (pevnost)
Amberd (arménsky Ամբերդ), rovněž znám jako Anberd (arménsky Անբերդ), je pevnost původem ze 7. století na svazích hory Aragac v nadmořské výšce 2300 m n. m. nad soutokem řek Arkashen a Amberd v provincii Aragatsotn v Arménii. Název Amberd znamená v arménštině „pevnost v oblacích”. Vesnice Byurakan leží přibližně 7 km od pevnosti.

## Historie
Na místě pevnosti se datují první známky osídlení od doby kamenné. V průběhu doby bronzové a v období arménského starověkého království Urartu byla vystavěna pevnost, která je v době starověkého Říma a raného křesťanství několikrát přestavěna. Podle některých zdrojů byl Amberd užíván jako letní rezidence králů. Hrad Amberd a některé části opevnění byly postaveny v 7. století n. l.
Na počátku 11. století byla pevnost a okolní území zakoupena rodem Pahlavuni a přestavěna knížetem Vahram Vachutian Pahlavuni, jak je zaznamenáno v rukopise středověkého státníka a učence Řehoře Magistrose , který byl rovněž okolo roku 1050 archimandritou města Ani. Vahram nechal zpevnit zdi, přidal tři bašty podél hrany Arkhasenského kaňonu. Postavil kostel kostel sv. Astvatsatsina a rovněž vybudoval lázně.
V roce 1070 byl Amberd obsazen seldžuckými Turky, kteří ho proměnili ve vojenskou základnu. V roce 1197 spojená armáda Gruzínců a Arménců vedená generálem Zakarianem ho zpětně dobyla a Zakarian získal právo držby. Během Zakarianova držení byly obranné hradby opětovně zesíleny. V roce 1215 jej koupil šlechtic Vacheh Vachutian. V této době byla pevnost klíčovým obranným bodem. Roku 1236 byl Amberd dobyt Mongoly a zničen. Místo zůstalo opuštěné a nedotčené až do 20. století, kdy bylo započato s vykopávkami a rekonstrukcí.

## Galérie

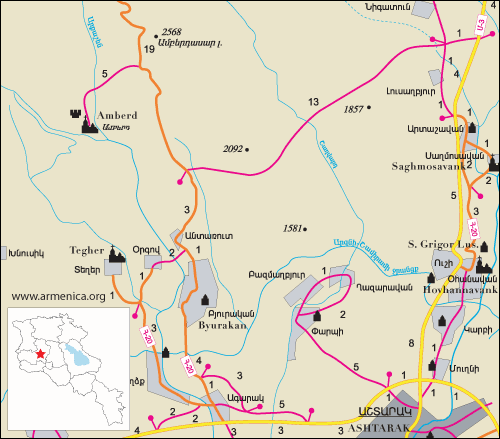
Silniční mapa Amberdu a okolního regionu
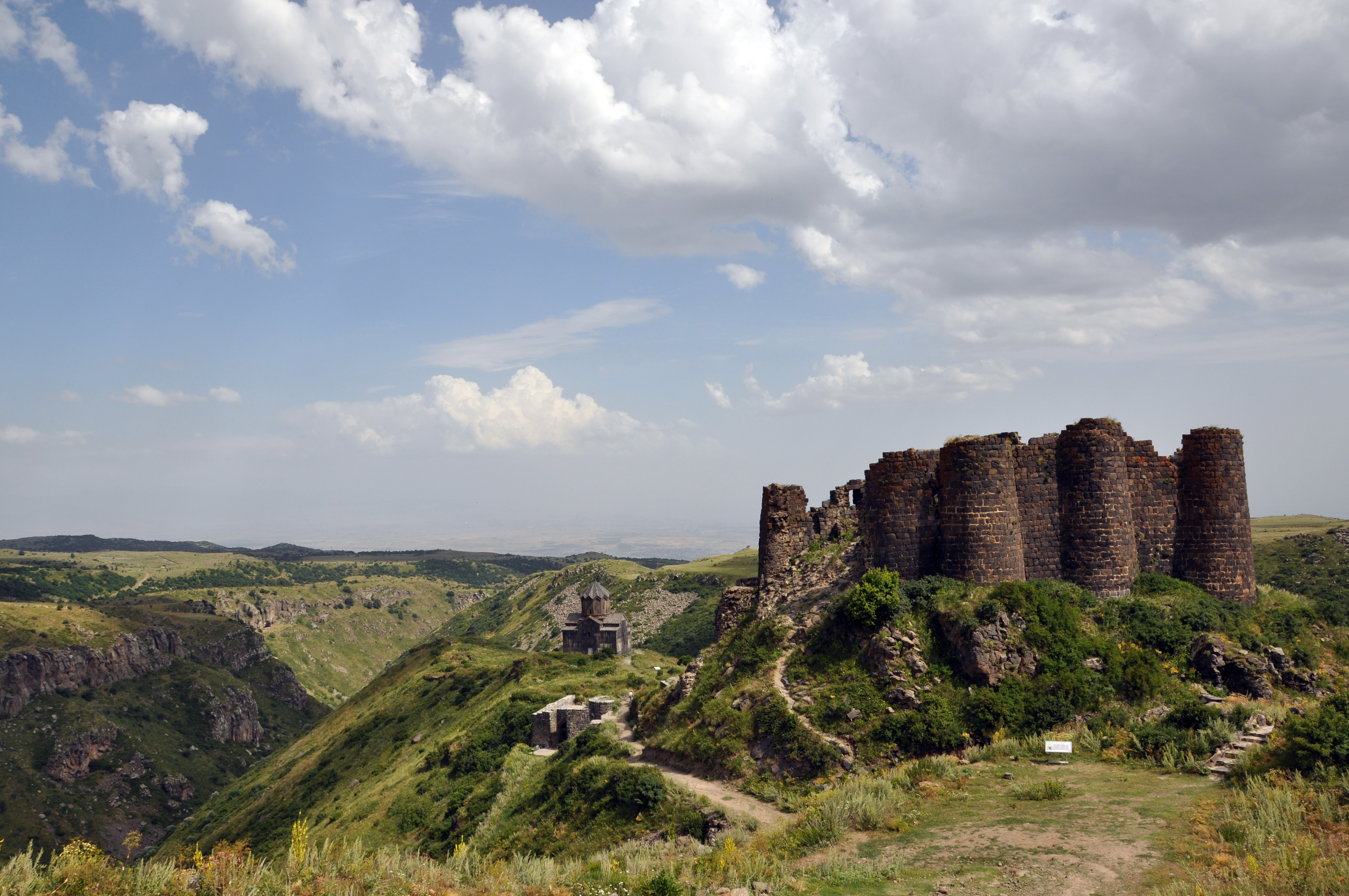
Pevnost a kostel sv. Astvatsatsina
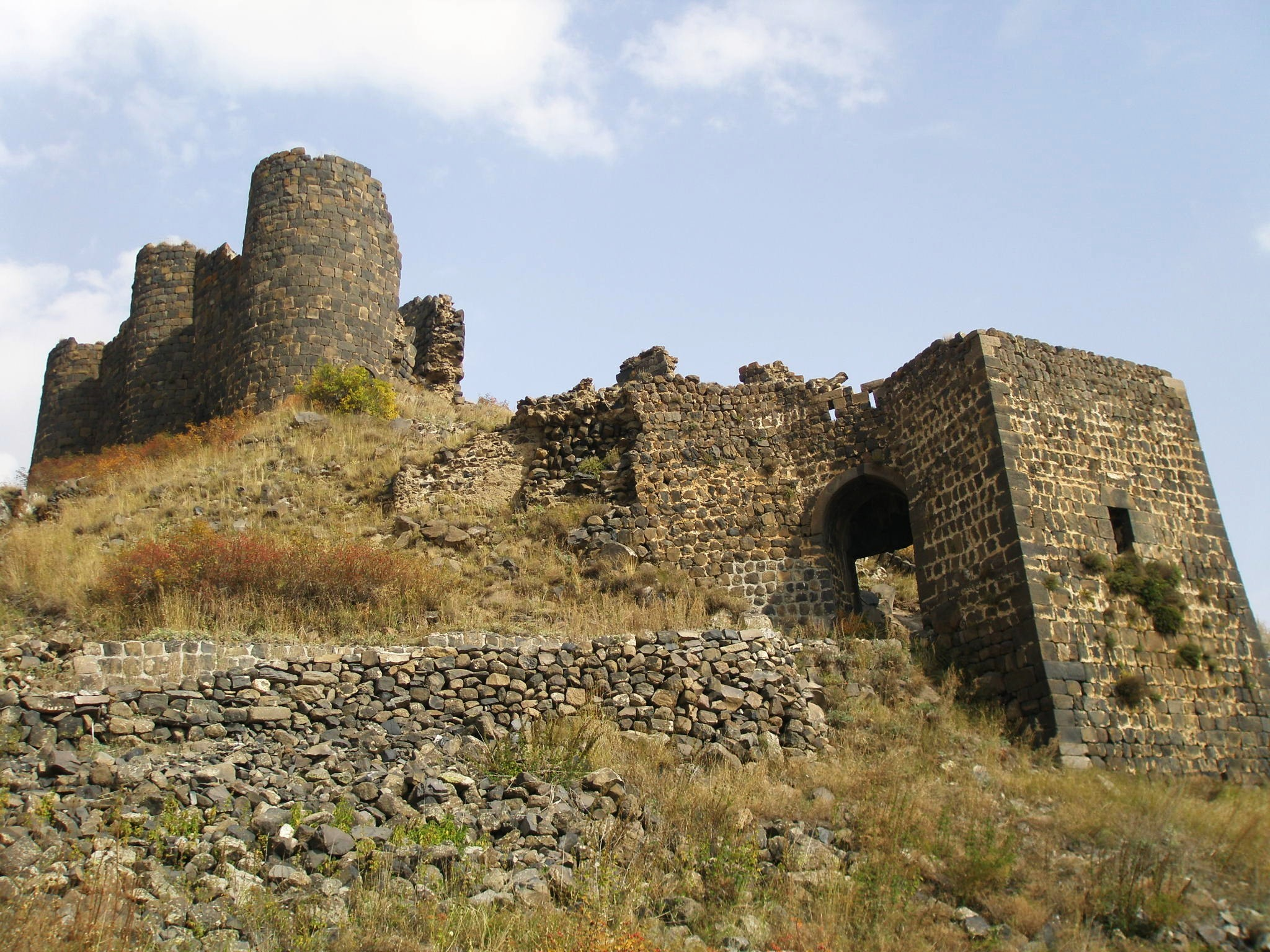
Hrad a severozápadní brána
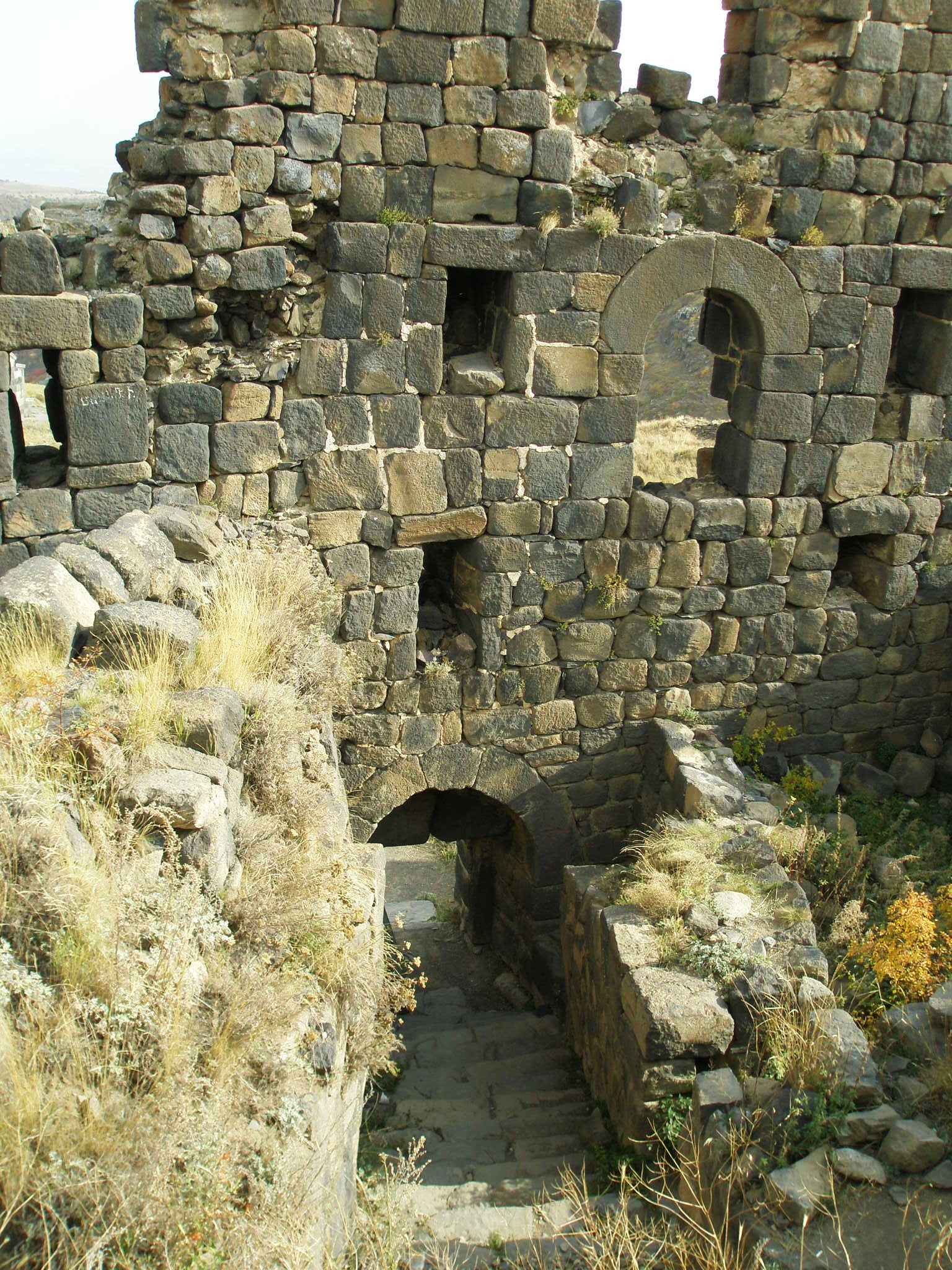
Vnitřek hradu
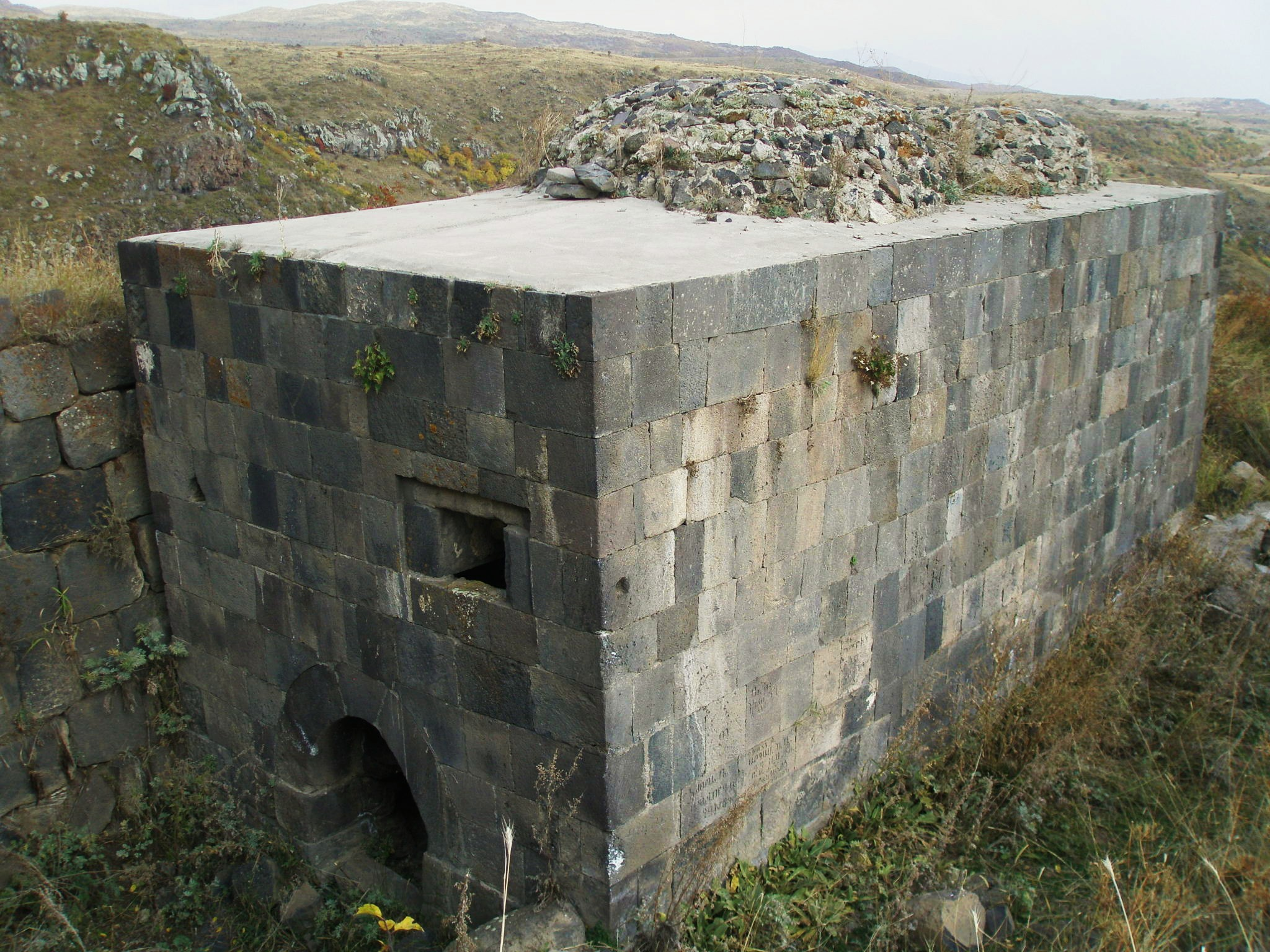
Lázně pohled zezadu se zbytky dvou kupolí
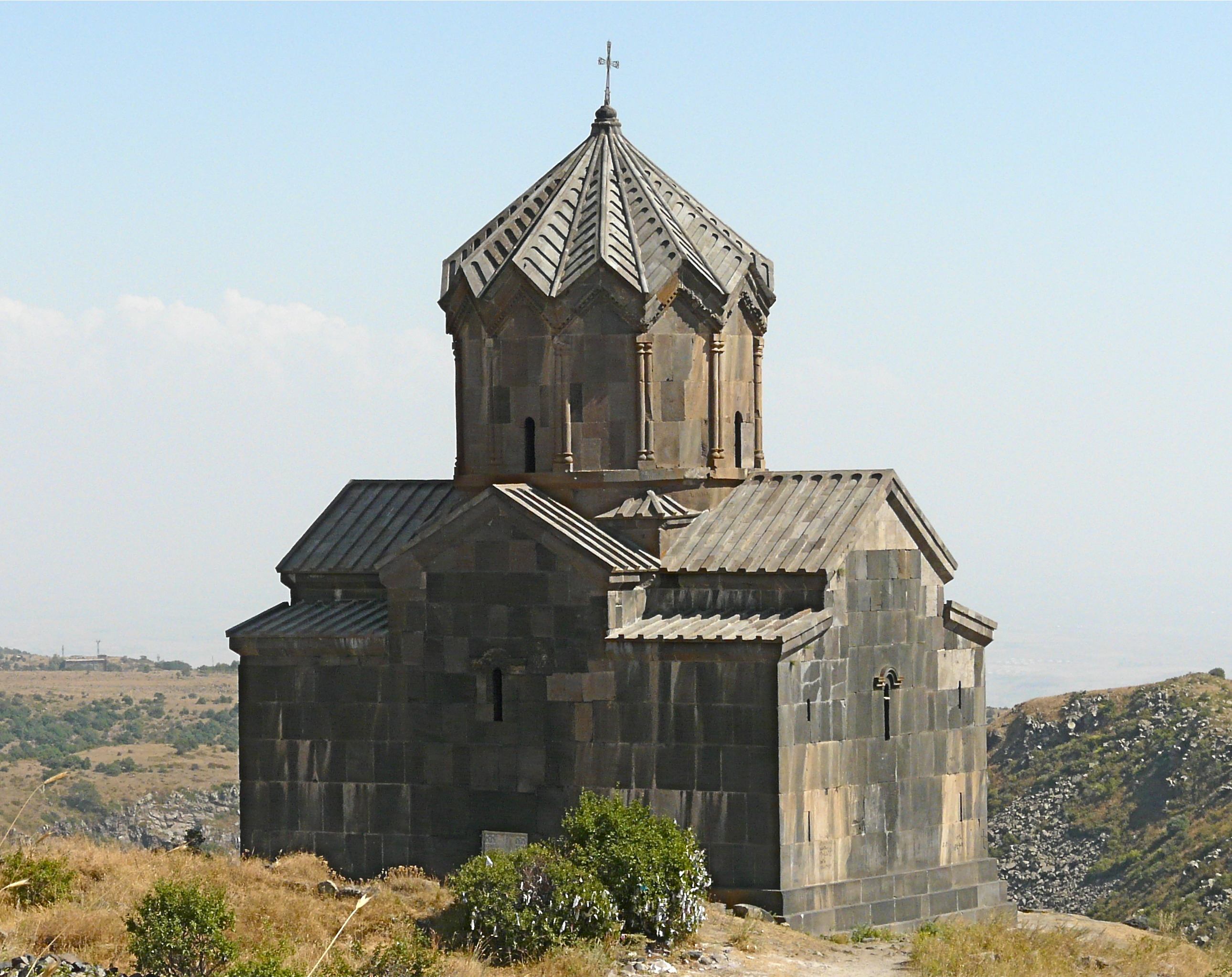
Kostel sv. Astvatsatsina, postaven v roce 1026
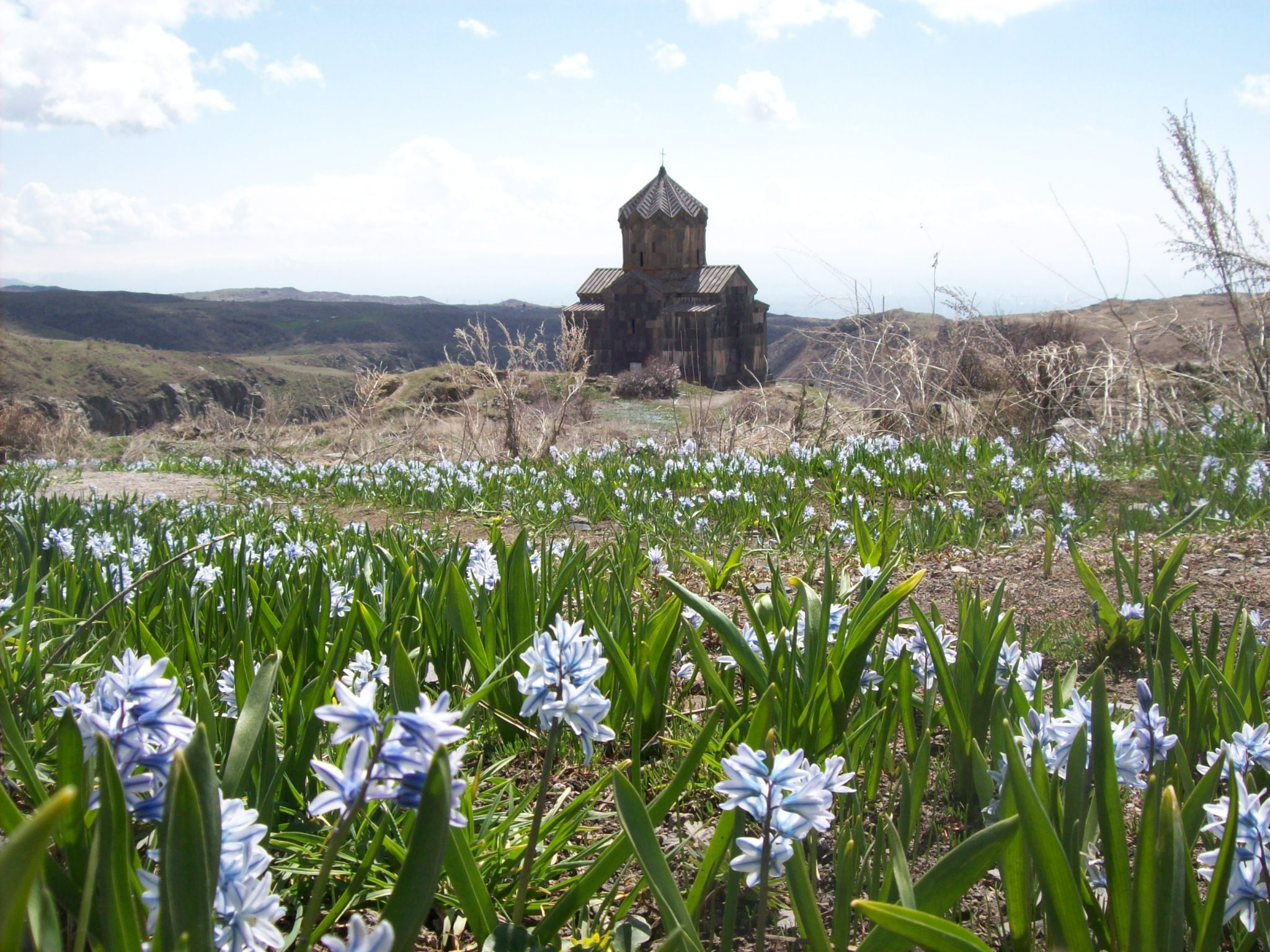
Kostel sv. Astvatsatsina